# Patricio Confesor
Patricio Valenzuela Confesor (Cabatuan, 17 maart 1900 – ?) was een Filipijns politicus.

## Biografie
Patricio Confesor werd geboren op 17 maart 1900 in Cabatuan in de Filipijnse provincie Iloilo. Hij was de jongste van drie zonen van Julian Confesor en Prospera Valenzuela. Een van zijn oudere broers was Tomas Confesor. Confesor studeerde aan Harvard en de University of California. Na zijn studietijd was hij actief in de landbouw en als ondernemer. Gedurende de Tweede Wereldoorlog was Confesor kapitein bij de guerrilla's op Panay. Kort na de herovering van de Filipijnen door de Amerikanen was hij in 1945 gedurende iets minder dan een jaar gouverneur van de provincie Iloilo. Bij de verkiezingen van 1949 werd Confesor namens het 3e kiesdistrict van Iloilo gekozen in het Filipijns Huis van Afgevaardigden. Hij diende een termijn van 1950 tot 1953 en was in die periode lid van de commissies voor arbeid, defensie en provinciale en gemeentelijke overheden. Ook was hij een van de leden van de commissie voor benoemingen. 
Confesor was getrouwd met Jovita Villafuerte.